# Todoist
Todoist — веб-сервис и набор программного обеспечения для управления задачами.
Задачи могут содержать заметки с файлами любого типа. Задачи можно помещать в проекты, сортировать по фильтрам, присваивать им метки, редактировать и экспортировать.
Todoist поддерживает 13 компьютерных и мобильных платформ, включая Microsoft Windows, Apple Mac OS X, iOS, Android, Google Chrome, Firefox, Gmail, Microsoft Outlook, Thunderbird и Postbox, а также предлагает онлайн-синхронизацию и резервное сохранение.
Todoist был основан Амиром Салихефендиком и представлен в январе 2007 года. К октябрю 2013 года сервис набрал 1 млн пользователей.

## Поддерживаемые платформы
Клиенты Todoist доступны для Microsoft Windows, Mac OS X, Android (телефоны, планшеты), iOS (iPhone, iPad), Linux (snap пакет или AppImage). В настоящее время нет официально поддерживаемого клиента для Windows Phone (неофициальные клиенты перечислены ниже).
Расширения Todoist доступны для браузеров Google Chrome и Firefox и для почтовых клиентов Microsoft Outlook, Thunderbird и Postbox. Их можно загрузить и установить отдельно для нужного браузера или почтового клиента, соответственно.

## Неофициальные клиенты
Существует ряд независимых клиентов для работы с Todoist:
- Budoist — клиент Todoist для Android OS[5].
- Metroist — клиент Todoist для Windows Phone[6].
- TaskCrunch — клиент Todoist для Windows Phone[7].
- TDTasks — клиент Todoist для Windows Phone[8].

## Функционал

### «Карма»
«Карма» является одной из отличительных черт Todoist по сравнению с его аналогами и позволяет анализировать и визуализировать производительность пользователя. Существует пять уровней в зависимости от количества набранных пользователем пунктов: Новичок, Любитель, Эксперт, Мастер и Гуру.

### Ограничения
Все аккаунты Todoist имеют ограничения, бесплатные имеют максимальное ограничение в 5 проектов и 5 человек в каждом проекте, а премиум и бизнес 300+ проектов и 25+ человек в каждом проекте, 150 фильтров, напоминания. Данные ограничения не распространяются на заархивированные проекты.